# 步文街道
步文街道是中国福建省漳州市下辖的一个街道办事处，前身为步文镇，陆域面积7.83平方公里，下辖11个社区。截至2019年3月，步文街道共有户籍人口2.2万人，常住人口90870人。街道政府驻地在龙文区迎宾大道36号。

## 历史
梁朝大同六年（540年）起，步文镇境属龙溪县。1958年9月成立卫星人民公社，次年3月更名为步文人民公社。1984年10月，步文人民公社改为步文乡；1991年底，改为步文镇。1996年，中华人民共和国国务院批准将龙海市步文镇的大部分区域划归漳州市龙文区管辖。1997年3月3日，步文镇析出部分区域另设朝阳镇、蓝田镇。
2016年8月，步文镇被撤销，改设步文街道办事处。2017年12月，步文街道部分区域从中剥离，另设碧湖街道办事处。

## 经济
步文镇时期，食品罐头、金属制罐、木材加工、纸箱、皮革等已成为支柱产业，城郊型高优农业以及第三产业亦取得发展。撤镇设街后，步文街道着力于促进经济社会转型升级，还通过加强政企互动等方式来营造良好营商环境。

## 文化
步文街道历史悠久。明朝万历年间，幼年出家的郭樵云就曾在此地崎下庙居住，专注于研究佛法戒律，最终成为一代宗师并被明神宗赐为“国师”。于浦东社区佛光寺圆寂的妙智法师，是福建省现代唯一一尊全身舍利。清朝宣统年间，莲池尾正一灵宫原有的一尊肉身佛被日本牙医山崎彪带走，现供奉于日本神奈川县总持寺，并且曾被日本佛教界视作曹洞宗的开山祖师。

## 行政区划
步文街道下辖以下地区，共11个社区：
天亭社区、浦东社区、锦绣社区、田丰社区、香榭社区、同昌社区、石仓社区、龙江社区、长福社区、步文社区、坂上社区。